# 1829 год в истории железнодорожного транспорта
1829 год в истории железнодорожного транспорта

## События
- 8 августа — на американскую дорогу Delaware and Hudson Railway[англ.] поступил её первый паровоз — «Стоурбриджский лев»[англ.], выпущенный в предыдущем году заводом Стефенсона.
- 25 августа — Питер Купер создал проект «Tom Thumb» — первого паровоза американской постройки.
- 6-14 октября — в Великобритании проведены Рейнхильские состязания паровозов, победителем которых стал паровоз «Ракета» завода Стефенсона.[1]
- 21 декабря — открыто движение поездов по Карролтонскому виадуку[англ.] (Baltimore and Ohio Railroad) — первому в США каменному железнодорожному мосту.